# Max von Lützow
Max von Lützow (* 9. Juni 1901 in Leipzig als Max Haferkorn; † nach 1949) war ein deutscher Redakteur und Staatsbeamter.

## Leben und Wirken
In den Jahren 1931 und 1932 ist Lützow als Redakteur bei der zum Hugenberg-Konzern gehörenden Telegraphen-Union nachweisbar. Eigenen Angaben aus der Nachkriegszeit zufolge war er bereits zu dieser Zeit mit dem späteren Gestapo-Chef Rudolf Diels befreundet.
Im April 1933 wurde Lützow von Diels als Verbindungsreferent in die Leitung des Geheimen Staatspolizeiamtes (Gestapa) geholt. Im Januar 1934 wurde er Leiter der Pressestelle des Gestapa. Diels behauptete später, Lützow sei ein rechtlich gesinnter Mann gewesen, der ihn im Kampf gegen den SA-Terror in Berlin 1933/34 sowie bei der Durchsetzung der Weihnachtsamnestie von 1933 unterstützt habe.
Am 25. April 1934 wurde Lützow aus seiner Stellung im Gestapa entlassen.
Nach dem Zweiten Weltkrieg war Lützow, der nach eigenen Angaben nie der NSDAP oder einer ihrer Gliederungen angehört hatte, Leiter des Dachverbandes der metallindustriellen Arbeitgeberverbände in der Bizone.